# Ajsyłu Fachiertdinowa
Ajsyłu Fachiertdinowa (ur. 5 marca 1996) – rosyjska skoczkini narciarska, reprezentantka klubu z Ufy.
19 lutego 2013 zajęła dwudzieste drugie miejsce na zimowym europejskim festiwalu młodzieży Europy w konkurencji indywidualnej, po skokach na 48,5 i 50,5 metry. Dwa dni później zdobyła brązowy medal w konkurencji drużynowej, w której wystąpiła wraz z Aliną Bobrakową, Aloną Sutiaginą i Kristiną Zakirową.
Uprawia również kombinację norweską. Została ukarana dwuletnią dyskwalifikacją za stosowanie niedozwolonych środków dopingujących (kara obowiązywała od 26 grudnia 2014 do 25 grudnia 2016). W 2018 roku ponownie została ukarana za naruszenie przepisów antydopingowych, otrzymując czteroletnią dyskwalifikację (biegnącą od 20 lutego 2018).

## Zimowy olimpijski festiwal młodzieży Europy
| Miejsce | Dzień     | Rok  | Miejscowość | Skocznia                    | Punkt K | HS    | Konkurs  | Skok 1 | Skok 2 | Nota                  | Strata    | Zwycięzca      |
| ------- | --------- | ---- | ----------- | --------------------------- | ------- | ----- | -------- | ------ | ------ | --------------------- | --------- | -------------- |
| 22.     | 19 lutego | 2013 | Râșnov      | Trambulina Valea Cărbunării | K-64    | HS-72 | indywid. | 48,5 m | 50,5 m | 139,4 pkt             | 85,6 pkt  | Anna Rupprecht |
| 3.      | 21 lutego | 2013 | Râșnov      | Trambulina Valea Cărbunării | K-64    | HS-72 | druż.    | 53,0 m | 53,5 m | 658,7 pkt (162,9 pkt) | 154,2 pkt | Czechy         |